# 奧斯卡·庫梅茲
奧斯卡·庫梅茲（德語：Oskar Kummetz，1891年7月21日—1980年12月17日）是一位德國海軍大將，出生於東普魯士，於1910年4月加入帝國海軍，1911年任候補軍官，1913年升少尉，1916年3月升中尉，1918年3月首次擔當指揮職，指揮「G10」魚雷艇。1919年2月，轉任指揮掃雷艇「M84」。1921年，晉升上尉，後再任「V1」魚雷艇艇長、第3魚雷艇艦隊司令。1928年12月，晉升少校。1934年7月晉升中校。10月，被任命為「魚雷艇部隊領袖」。1936年4月晉升上校，10月任「艦隊司令部」參謀長。1939年12月，任「魚雷總監」（Inspekteur des Torpedowesens）。
1940年1月，庫梅茲晉升少將，並參與了「威瑟演習行動」入侵挪威，指揮「布呂歇爾號」重巡洋艦、「德國號」裝甲艦、3艘魚雷艇、8艘掃雷艇等組成的「奧斯陸戰鬥群」，但由於指揮不利，布呂歇爾號被挪威海岸砲兵打沉，且由於這個延誤，挪威國王成功從德軍手中逃脫，此戰中暴露出德國海軍一系列的魚雷性能問題也由庫梅茲負責調查。
1942年4月，庫梅茲晉升中將，6月時被任命為「巡洋艦司令」（Befehlshaber der Kreuzer），於1943年2月至1944年2月多次策劃攻擊北冰洋和挪威海的盟軍商船隊。1943年3月1日，庫梅茲晉升為海軍上將，於該年9月發動「西西里行動」攻擊盟軍於挪威最北端領土的基地。
1944年3月1日，庫梅茲任「海軍波羅的海戰區司令部」（Marineoberkommando Ostsee）司令，他在這個職位直到1945年7月，主要負責將東普魯士一帶的德國平民撤至西方。1944年9月16日，庫梅茲晉升為海軍大將。戰爭結束後，庫梅茲於1945年7月被英軍俘虜，於11月獲釋。庫梅茲先是務農維生，再去巴特迪克海姆的賭場擔任接待員。1956年退休，領取政府養老金維生，隱居於酒路新城，1980年12月17日去世。